# Tommy Riccio
Tommaso Riccio, conosciuto come Tommy Riccio (Napoli, 10 settembre 1965), è un cantautore italiano appartenente al filone neomelodico napoletano.

## Biografia
Nel 1977 si esibisce davanti al pubblico del quartiere Pianura, cantando la canzone 'O segno 'e zorro. Nel 1984 incide il suo primo lavoro discografico con un 45 giri con il brano "Sta poco a pazzia". Due anni dopo incide il suo primo album dal titolo Follia arrangiato dal maestro Nuccio Tortora. Questa rappresenta anche la prima esperienza come attore, infatti viene realizzato un lavoro teatrale intitolato Follia, che vede Riccio impegnato come protagonista.
Nel 1997, viene contattato da un consulente Rai per una trasmissione dedicata a Diego Armando Maradona. Nello stesso anno si esibisce nuovamente in trasmissioni televisive di livello nazionale quali Domenica in e Maurizio Costanzo Show.
Nel 2003 partecipa alla realizzazione del film Il latitante prodotto dalla QS Holdins S.p.a. Il film è ispirato alla canzone di Riccio Nu latitante, gli attori sono: Karim Capuano, Tony Sperandeo, Barbara Chiappini, Nicola Di Pinto, Massimiliano Virgilii ed Oscar Di Maio. Nel 2012 pubblicò il suo nuovo album intitolato duemiladodici, e sarà il suo primo album inciso alla Zeus Record.

## Discografia

### Album
- 1986 - Follia (Big Stereo Record)
- 1987 - Più di ieri, meno di domani (Mea Sud)
- 1988 - Scrivendo l'amore (Il Vicolo)
- 1989 - Sognando lei... (Il Vicolo)
- 1990 - Attimi (Power Sound)
- 1991 - La mia strada (Power Sound)
- 1993 - Nu latitante - (Mea Sound)
- 1995 - Napule 'e notte - Mea Sound
- 1996 - Nu buono guaglione - Mea Sound
- 1997 - Tu me piace - Mea Sound
- 1998 - Una storia un successo - Mea Sound
- 1999 - Le cantavo da bambino vol.1 Mea sound
- 2000 - Locale 'e notte - (Mea Sound)
- 2001 - Neapolis - Mea Sound
- 2004 - Da marzo 83 - (GS Record)
- 2006 - La Napoli di Riccio Vol.2 - Mea Sound
- 2006 - Mi fai morire - Mea Sound
- 2008 - Senza titolo - Mea Sound
- 2009 - La Napoli di Riccio Vol.3 - Mea Sound
- 2010 - La storia continua - Mea Sound
- 2012 - Le cantavo da bambino Vol.4 - Mea Sound
- 2012 - Duemiladodici - (Zeus Record)
- 2013 - Nu figlio 'e Napule - (Zeus Record)
- 2015 - Le cantavo da bambino Vol.5 - Mea Sound
- 2016 - Nuje meridionali - (Zeus Record)
- 2019 - 'A primma vota c'ammo fatto ammore - (Zeus Record)
- 2022 - Metropolitan (Zeus Record)
- 2024 - Vita mia (Zeus Record)

### Raccolte
- 2000 - L'abito bianco (CZK 2003, Power sound, musicassetta)

## Filmografia
- 2003 - Il latitante, regia di Ninì Grassia

## Colonne sonore cinematografiche
- 1998 - L'amico del cuore, regia di Vincenzo Salemme - (Nu Latitante) - (Comme si a guerra)
- 1999 - Il commissario Raimondi - (Nu Latitante)
- 2003 - Il latitante, regia di Ninì Grassia - (Nu Latitante)
- 2008 - Gomorra, regia di Matteo Garrone - (L'amica di mia moglie) [4][5]